# Guido Westerwelle

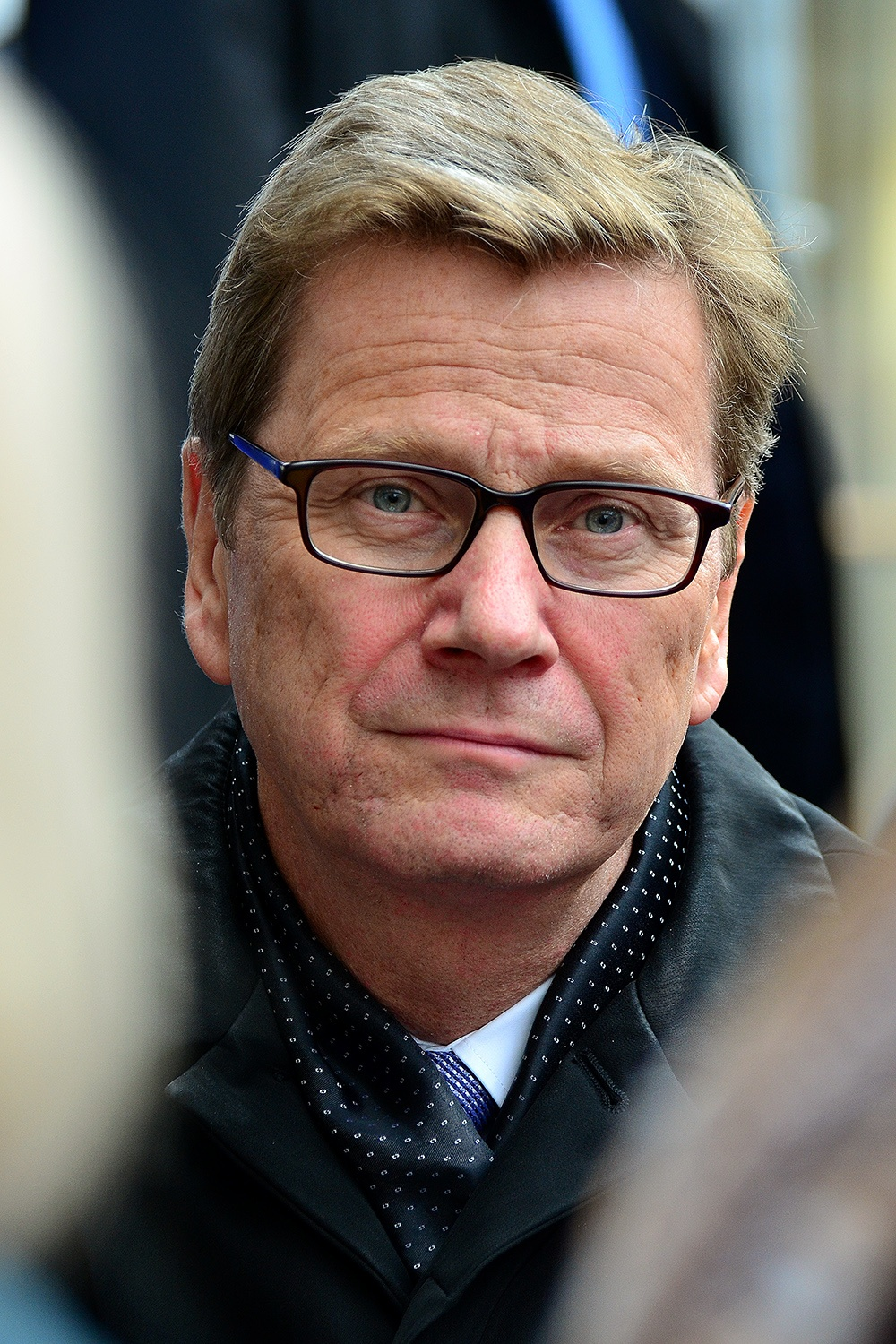
Guido Westerwelle (2013)

Guido Westerwelle (Ausspracheⓘ, * 27. Dezember 1961 in Bad Honnef; † 18. März 2016 in Köln) war ein deutscher Politiker (FDP). Er war Gründungsmitglied und von 1983 bis 1988 Vorsitzender der Jungen Liberalen, von 1994 bis 2001 Generalsekretär und von 2001 bis 2011 Bundesvorsitzender der FDP. Ferner war Westerwelle von 2006 bis 2009 Vorsitzender der FDP-Bundestagsfraktion und Oppositionsführer im Deutschen Bundestag. Von 2009 bis 2013 war er Bundesminister des Auswärtigen im Kabinett Merkel II und vom Amtsantritt bis zum Mai 2011 auch Vizekanzler.

## Leben

### Kindheit und Ausbildung
Guido Westerwelle wurde 1961 als Sohn des aus Schötmar stammenden promovierten Rechtsanwalts und Volkswirts Heinz Westerwelle (1930–2013) und der aus Bad Salzuflen stammenden Rechtsanwältin Erika Westerwelle (1930–2018) in Bad Honnef geboren. 1964 folgte ein Bruder. Darüber hinaus hatten Vater und Mutter aus vorherigen Partnerschaften jeweils einen Sohn mit in die Ehe gebracht. In Westerwelles achtem Lebensjahr ließen die Eltern sich scheiden, er lebte nunmehr beim Vater in der Heerstraße in der Bonner Nordstadt. Ab dem fünften Schuljahr besuchte Westerwelle zunächst ein Gymnasium, wechselte nach dem ersten Jahr aber zur Realschule in Königswinter, da man seine Leistungen am Gymnasium für nicht ausreichend befunden hatte. An der Freiherr-vom-Stein-Realschule in Bonn legte er 1977 die Mittlere Reife ab und besuchte anschließend das Ernst-Moritz-Arndt-Gymnasium (EMA) in Bonn, wo er 1980 sein Abitur machte. Zum Wehrdienst wurde Westerwelle nach eigenen Angaben nicht eingezogen, da er wegen seiner gleichgeschlechtlichen Orientierung ausgemustert worden sei.
Nach dem Abitur (1980) begann er ein Studium der Rechtswissenschaft an der Universität Bonn, das er 1987 mit dem ersten juristischen Staatsexamen beendete. Nach dem Referendariat am Amts- und Landgericht Bonn legte er 1991 sein zweites juristisches Staatsexamen ab. 1994 wurde er an der Fernuniversität in Hagen mit einer Dissertation zum Thema Das Parteienrecht und die politischen Jugendorganisationen zum Doktor der Rechtswissenschaften (Dr. iur.) promoviert. Sein Doktorvater war Dimitris Tsatsos. Ab 1991 als Rechtsanwalt zugelassen, arbeitete Westerwelle bis zu seiner Wahl zum Generalsekretär der FDP 1994 in der Bonner Anwaltskanzlei seines Vaters.

### Parteilaufbahn

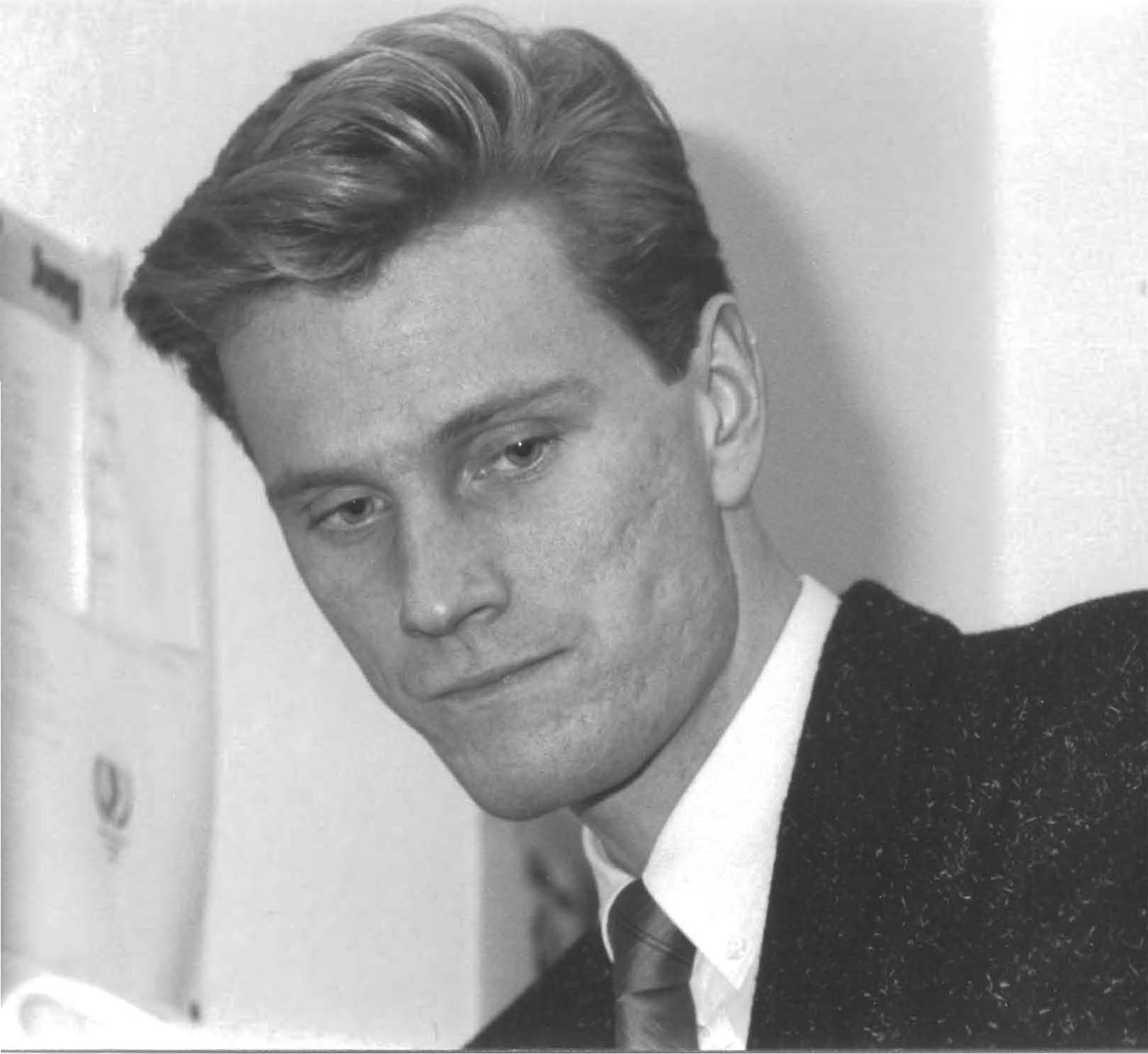
Guido Westerwelle als stellvertretender Bundesvorsitzender der Jungen Liberalen (1982)

Westerwelle war ab 1980 Mitglied der FDP. Hier zählte er zu den Mitbegründern der Jungen Liberalen, die nach dem Koalitionswechsel der FDP 1982 die Jungdemokraten als offizielle Jugendorganisation der Partei ablösten. 1983 wurde er in einer Stichwahl gegen Andreas Reichel als Nachfolger von Hans-Joachim Otto deren Bundesvorsitzender: ein Amt, das er bis 1988 behielt. Ab 1988 gehörte er dem FDP-Bundesvorstand an. Von 1993 bis 1999 war er außerdem Vorsitzender des FDP-Kreisverbandes Bonn. Als sein wichtigstes Vorbild bezeichnete er Hans-Dietrich Genscher.
Von 1994 bis 2001 war Westerwelle unter den Parteivorsitzenden Klaus Kinkel und Wolfgang Gerhardt Generalsekretär der FDP. In dieser Funktion hatte er maßgeblichen Anteil an der Neuformulierung des aktuellen Parteiprogramms, den Wiesbadener Grundsätzen, und leitete die Kommission, die das Programm ausarbeitete.
Am 4. Mai 2001 wurde er auf dem FDP-Bundesparteitag in Düsseldorf mit großer Mehrheit zum Nachfolger von Wolfgang Gerhardt als Bundesvorsitzender gewählt. Im Alter von 39 Jahren war er damit der bis dahin jüngste Bundesvorsitzende der FDP. Westerwelle positionierte die Partei vor allem in der Bildungs- und Wirtschaftspolitik. Sein angestrebter Kurs war der einer „unabhängigen Alternative zu CDU/CSU und Rot-Grün“ und die Schaffung einer Äquidistanz zu den beiden Volksparteien. Bei der Bundestagswahl 2002 trat er als erster Kanzlerkandidat in der Geschichte der FDP an. Die Partei zog auf Initiative von ihm und Jürgen Möllemann zum ersten Mal seit vielen Jahren ohne Koalitionsaussage in den Wahlkampf. Der Stimmenanteil der FDP verbesserte sich von 6,2 Prozent, die sie bei der Bundestagswahl 1998 erreicht hatte, auf 7,4 Prozent. Ursprünglich geplant war ein „Projekt 18“ getauftes Wahlziel von 18 Prozent Stimmenanteil, für das Westerwelle im Wahlkampf 2002 mit dem sogenannten Guidomobil um Stimmen kämpfte. Die Art, wie er seine Kampagne bestritt, trug ihm und der Partei den Vorwurf ein, zu viel „Spaßwahlkampf“ zu führen.
2003 wurde er als Parteivorsitzender mit 79,8 Prozent der Stimmen der Delegierten wiedergewählt und 2005 auf dem Bundesparteitag in Köln mit 80,1 Prozent der Stimmen im Amt bestätigt. Der FDP-Bundesparteitag 2007 in Stuttgart wählte ihn mit dem bis dahin besten Ergebnis von 87,6 Prozent erneut wieder.
Vor der Landtagswahl 2005 in Nordrhein-Westfalen forderte Westerwelle als einziger Spitzenpolitiker eine Bundestags-Neuwahl für den Fall eines Regierungswechsels in Nordrhein-Westfalen. Tatsächlich kündigte Bundeskanzler Gerhard Schröder am 22. Mai 2005 nach der verlorenen NRW-Wahl an, eine vorgezogene Bundestagswahl anzustreben. Die FDP nominierte Westerwelle am Tag darauf zum Spitzenkandidaten der FDP für die Bundestagswahl 2005.

### Wahlerfolg 2009 und Folgen

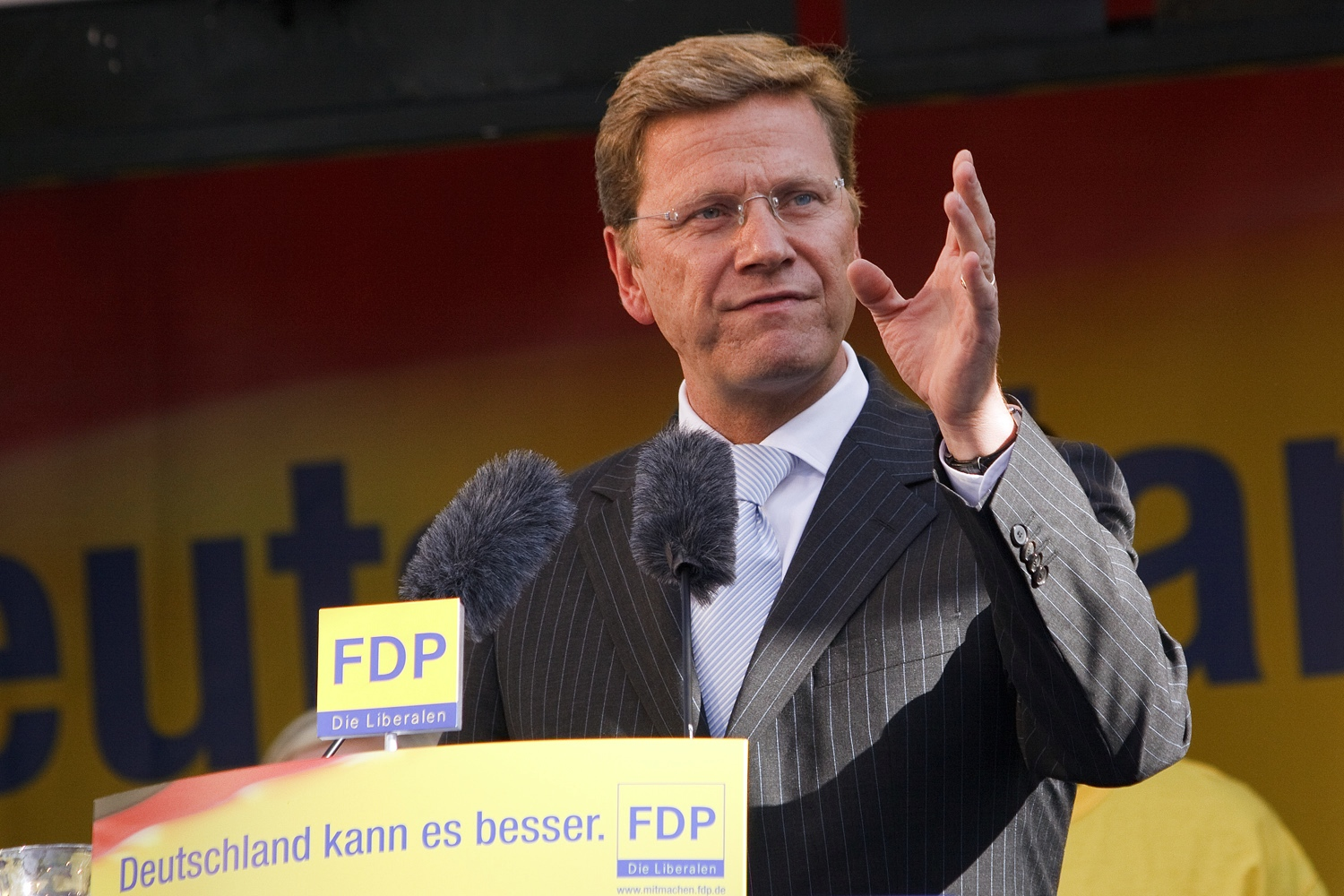
Guido Westerwelle während einer Wahlkampfveranstaltung zur Bundestagswahl 2009 in Hamm

Am 15. Mai 2009 wurde Westerwelle mit 95,8 Prozent auf dem FDP-Bundesparteitag in Hannover als Parteivorsitzender im Amt bestätigt. Im selben Jahr erreichte die FDP mit 14,6 Prozent der Stimmen ihr bisher bestes Ergebnis bei einer Bundestagswahl. Während der Koalitionsverhandlungen mit der CDU sahen viele Medienvertreter Westerwelle wegen der stark finanz- und wirtschaftspolitischen Ausrichtung seiner Partei als künftigen Bundesfinanzminister; tatsächlich wurde er jedoch Bundesaußenminister.
Zu den parteiinternen Kritikern Westerwelles gehörte der Schaumburger Kreis, ein marktliberal ausgerichteter innerparteilicher Zirkel. Im Dezember 2010 wurde bekannt, dass ein Mitglied Interna aus Gesprächen des Schaumburger Kreises über eine etwaige Ablösung von Westerwelle als Parteivorsitzendem und Außenminister an die Presse weitergegeben hatte.
2011 geriet Westerwelle als Vorsitzender unter Druck, als die FDP in den Landtagswahlen von Sachsen-Anhalt, Rheinland-Pfalz und Baden-Württemberg massiv Stimmen verlor und nur in Baden-Württemberg den Wiedereinzug ins Parlament schaffte. Hinzu kam die Enthaltung Deutschlands bei der Abstimmung über Resolution 1973 des UN-Sicherheitsrates, der Westerwelle aufgrund der militärischen Beteiligung nicht zustimmen wollte. Diese Entscheidung versprach Resonanz bei der Bevölkerung; in der Presse stieß sie auf Kritik.
Beim Bundesparteitag der FDP am 13. Mai 2011 kandidierte er nicht erneut und gab somit sein Amt als Parteivorsitzender auf. Neuer Vorsitzender wurde der bisherige Gesundheitsminister Philipp Rösler. Im November 2015 erklärte Westerwelle, er fühle sich in seiner Politik der militärischen Zurückhaltung auch im Rückblick bestätigt und sehe sie als nicht mehr ernsthaft bestritten an, seitdem auch sein Nachfolger als Außenminister, Frank-Walter Steinmeier, zu dieser Politik gefunden habe.

### Abgeordnetentätigkeit
Am 8. Februar 1996 rückte Westerwelle für den ausgeschiedenen Abgeordneten Heinz Lanfermann in den Deutschen Bundestag nach. Am 2. Juli 2005 wurde Westerwelle mit 48 von 49 abgegebenen Stimmen zum FDP-Kandidaten des Wahlkreises Bonn gewählt, in dem er bei der Bundestagswahl 2002 rund 14 Prozent der Erststimmen erhielt. Am 10. Juli 2005 wählte die nordrhein-westfälische Landeswahlversammlung in Gütersloh Westerwelle mit 93,1 Prozent der Stimmen auf Platz 1 der Landesliste. Bei der Bundestagswahl 2005 erhielt er im Wahlkreis Bonn 8,7 Prozent der Erststimmen, bei der Bundestagswahl 2009 im gleichen Wahlkreis 19,1 Prozent der Erststimmen.
Nach der Bundestagswahl 2005 vereinbarte er mit Wolfgang Gerhardt, diesem im Mai 2006 als Vorsitzender der Bundestagsfraktion nachzufolgen. Diese Entscheidung wurde von der Fraktion in einer „Vorratswahl“ bestätigt, Westerwelle bekam dabei allerdings ein deutlich schlechteres Ergebnis als Wolfgang Gerhardt bei dessen Wiederwahl zum Fraktionsvorsitzenden. Am 1. Mai 2006 trat Westerwelle das Amt an und gab es am 26. Oktober 2009 im Zuge seines Wechsels ins Auswärtige Amt an Birgit Homburger ab.
Westerwelle hat in der Legislaturperiode 2005 bis 2009 gemäß den veröffentlichungspflichtigen Angaben zu den Nebeneinkünften auf der Website des Deutschen Bundestages rund 30 Vorträge gehalten, bei denen er Vergütungen zwischen 7.000 Euro und 15.000 Euro erhielt. Zwischen 7.000 Euro und 15.000 Euro im Jahr bezog er auch jeweils als Mitglied des Aufsichtsrates des Versicherungskonzerns ARAG sowie als Mitglied der Beiräte der Deutschen Vermögensberatung AG, der Hamburg-Mannheimer Versicherungs AG und der Unternehmensberatung TellSell Consulting GmbH.

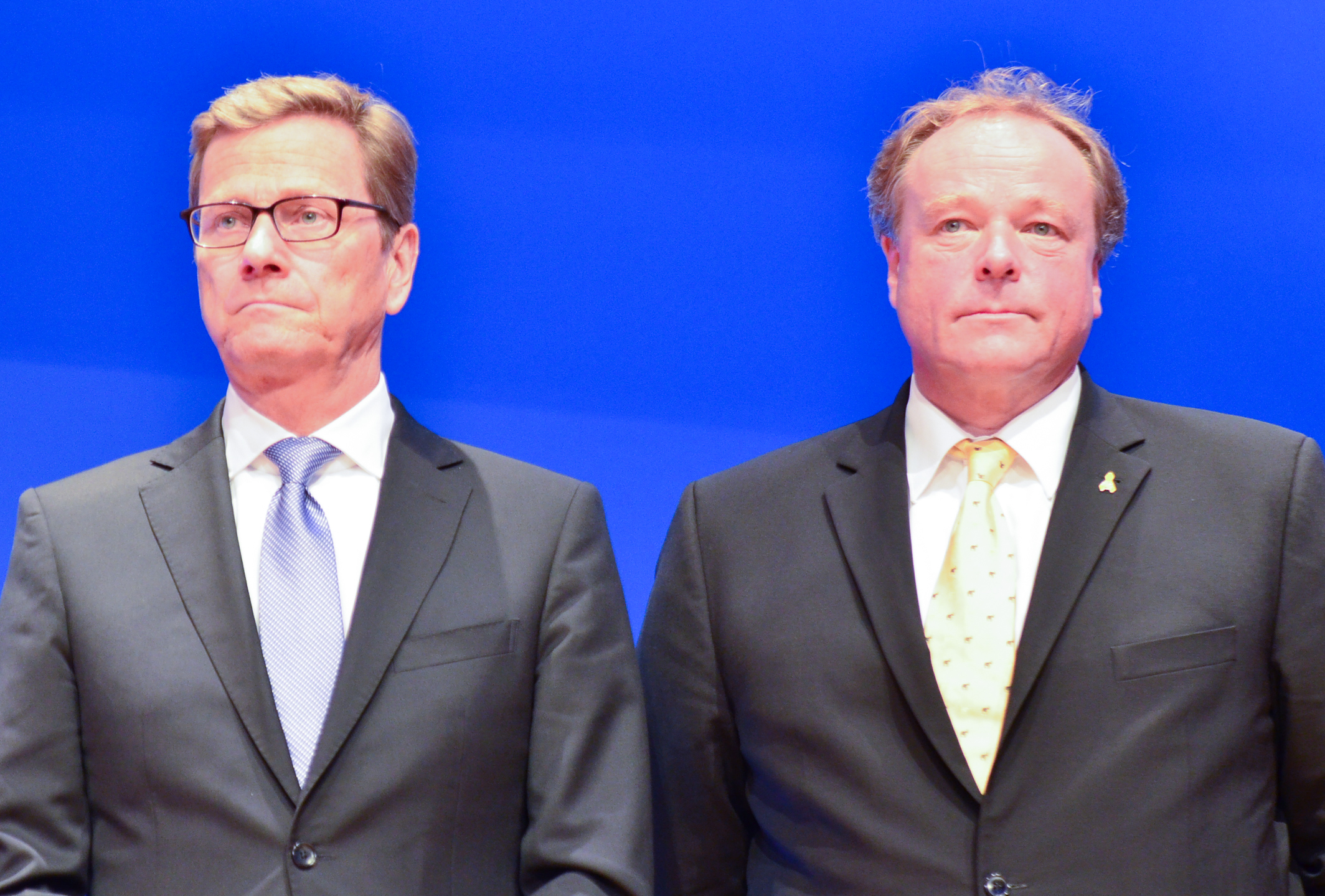
Guido Westerwelle (l.) und Dirk Niebel (r.) bei der Wahlparty der Bundes-FDP im Berliner Congress Center zur Bundestagswahl 2013

Durch das Scheitern der FDP an der Fünf-Prozent-Hürde schied er mit der konstituierenden Sitzung des 18. Deutschen Bundestages am 22. Oktober 2013 aus dem Parlament aus.
Am 17. Dezember 2013 wurde sein direkter Vorgänger, Frank-Walter Steinmeier, zu seinem Nachfolger als Außenminister ernannt.

### Westerwelle Foundation
Nach dem Ausscheiden der FDP aus dem Bundestag bei der Bundestagswahl 2013 gründete Westerwelle gemeinsam mit dem Unternehmer Ralph Dommermuth die gemeinnützige Westerwelle Foundation – Stiftung für internationale Verständigung. Die Stiftung nahm ihren Betrieb im Januar 2014 auf, und Westerwelle übernahm den Vorsitz des Stiftungsvorstands. Sitz der Stiftung ist Berlin.

### Weitere Mandate
2015 wurde Westerwelle in das Kuratorium der Bertelsmann Stiftung berufen, dem er bis zu seinem Tod angehörte. Auch als Konferenzteilnehmer war er der Stiftung verbunden.

### Privatleben, Krankheit und Tod

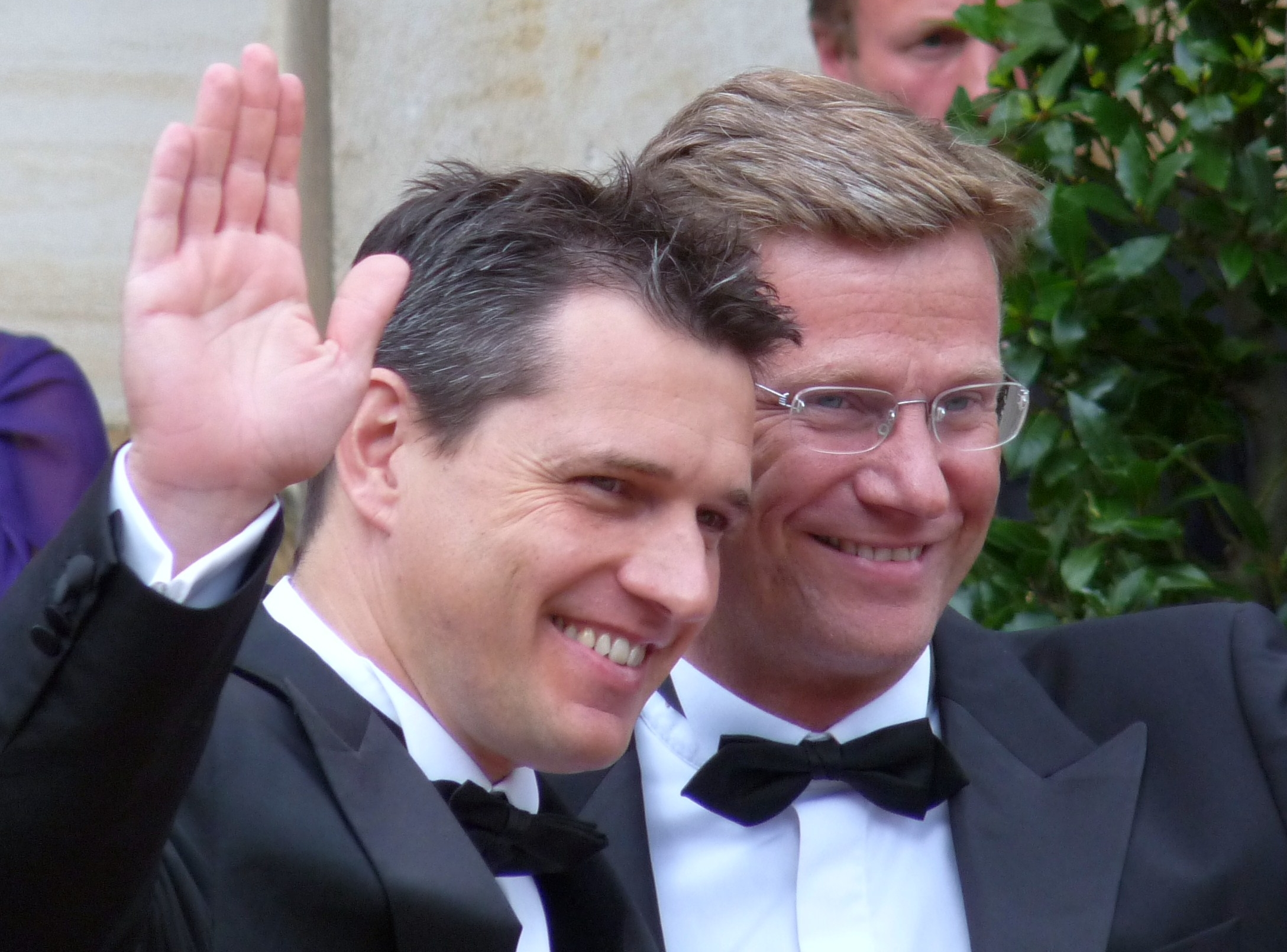
Guido Westerwelle mit seinem Lebenspartner Michael Mronz (2009)

Westerwelle hat einen Bruder, der ebenfalls Rechtsanwalt ist, und zwei Halbbrüder. Er lebte in einem Mehrfamilienhaus in Köln-Braunsfeld und in Berlin-Charlottenburg und war Mitglied der Evangelischen Kirche im Rheinland. Ab 2003 lebte er mit dem Manager Michael Mronz in einer festen Beziehung. Am 17. September 2010 gingen beide im Bonner Standesamt an der Poppelsdorfer Allee eine Lebenspartnerschaft ein. Die Zeremonie nahm der damalige Oberbürgermeister Jürgen Nimptsch vor.
Bereits 1997 war Westerwelle in der ersten Ausgabe des Nachschlagewerks Out! aufgeführt, in der homosexuelle Persönlichkeiten des öffentlichen Lebens aufgelistet sind, und widersprach dieser Nennung nicht. Sein Coming-out hatte er jedoch erst im Sommer 2004 durch eine Schlagzeile am 21. Juli in der Bild, nachdem er gemeinsam mit seinem Partner erstmals öffentlich bei einer Feier zum 50. Geburtstag der damaligen CDU/CSU-Fraktionsvorsitzenden Angela Merkel aufgetreten war. Damit war er nach Klaus Wowereit (2001) und Ole von Beust (2003) der dritte deutsche Spitzenpolitiker, der vor einer breiteren Öffentlichkeit seine Homosexualität bekanntmachte.
Im Juni 2014 wurde bekannt, dass Westerwelle an Leukämie erkrankt war. Die Krankheit wurde zufällig im Rahmen einer Voruntersuchung zu einer Knie-Operation diagnostiziert, die auffällige Veränderungen im Blutbild zeigte. Unmittelbar nach der Diagnose begann er eine Chemotherapie im Universitätsklinikum Köln. Seinen ersten öffentlichen Auftritt nach der Krebsdiagnose hatte er einen Monat später beim Reitturnier CHIO Aachen. Nach viereinhalb Monaten stationärer Behandlung, bei der auch eine Stammzelltransplantation im September 2014 durchgeführt worden war, wurde er im November 2014 aus dem Krankenhaus entlassen.
Über diese Zeit veröffentlichte Westerwelle 2015 gemeinsam mit Dominik Wichmann das Buch Zwischen zwei Leben. Zur Vorstellung des Buches absolvierte er im Herbst 2015 zwei Fernsehauftritte und gab dem Spiegel ein ausführliches Interview. Ab Ende November 2015 wurde er erneut stationär im Kölner Universitätsklinikum in Lindenthal behandelt. Dort erlag er am 18. März 2016 im Alter von 54 Jahren den Folgen seiner Krankheit.

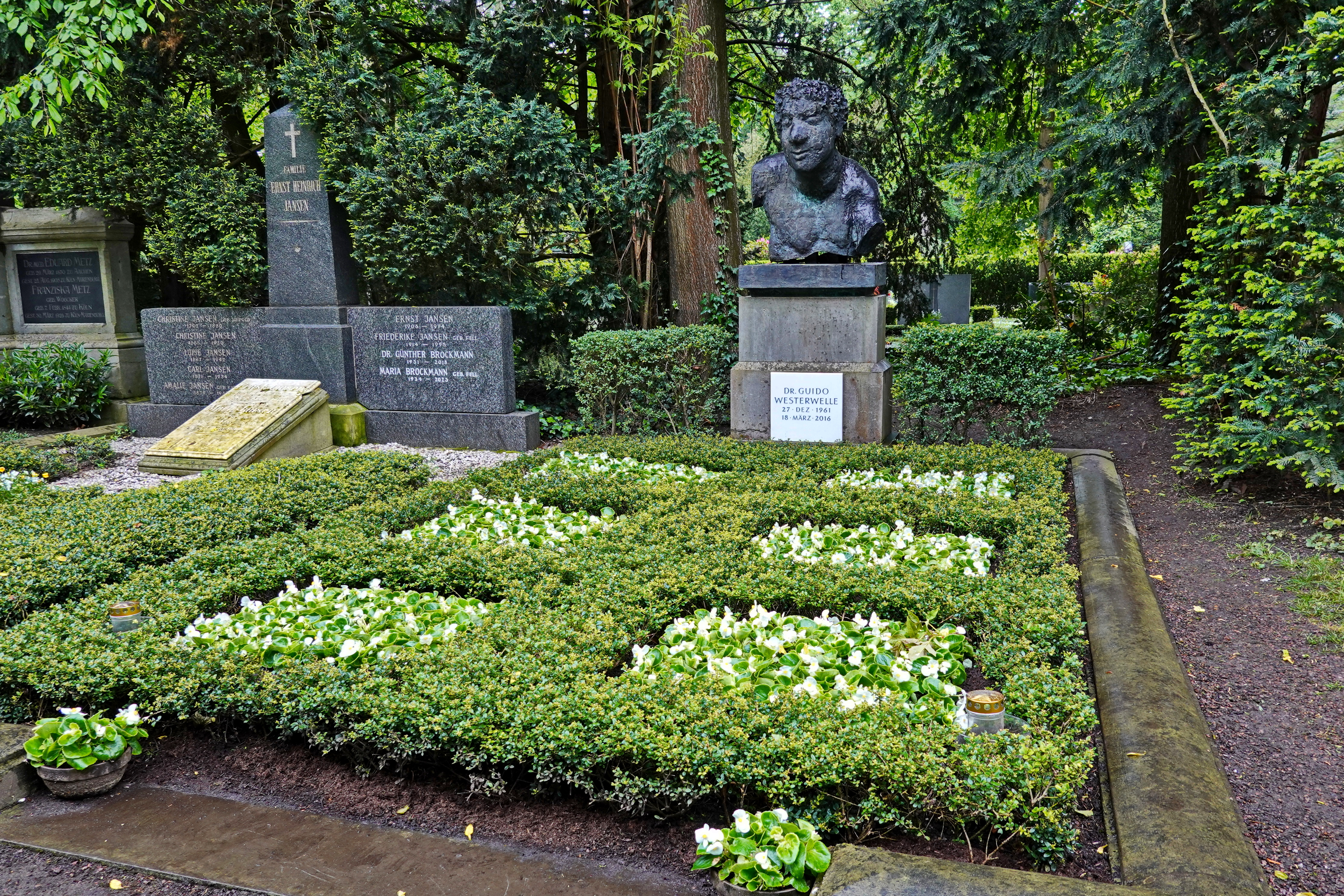
Grabstätte von Guido Westerwelle auf dem Melaten-Friedhof (2024)

Guido Westerwelle wurde am 2. April 2016 auf dem Melaten-Friedhof in Köln beigesetzt. Der katholische Prälat Karl Jüsten, wie Westerwelle 1961 in Bad Honnef geboren und seit frühester Kindheit mit ihm bekannt, hatte zuvor zusammen mit dem evangelischen Prälaten Martin Dutzmann den Trauergottesdienst in St. Aposteln gehalten.

### Gedenken
2024 wurde in seiner Heimatstadt Bonn die Viktoria-Brücke in Guido-Westerwelle-Brücke umbenannt. Die feierliche Zeremonie fand am 10. April 2024 im Beisein von Oberbürgermeisterin Katja Dörner, Michael Mronz, Joachim Stamp und anderen Weggefährten und Gästen statt.

## Positionen

### Äußerungen zum Arbeitslosengeld II
Im Februar 2010 nahm Westerwelle das Hartz-IV-Urteil des Bundesverfassungsgerichts zum Anlass für Kritik an dem – seiner Meinung nach – ausufernden deutschen Sozialstaat, die er insbesondere in der Springer-Presse anschob. Wegen der Äußerung „Wer dem Volk anstrengungslosen Wohlstand verspricht, der lädt zu spätrömischer Dekadenz ein“ warfen ihm Opposition und Teile der Union soziale Kälte und Klientelpolitik vor. Allgemein wurden diese und andere Formulierungen als unangemessen kritisiert. Den Vorwurf angeblicher Dekadenz hat Westerwelle nach eigenen Aussagen auf das System und nicht auf die Verhältnisse der Transferempfänger bezogen. „Ich habe nie gesagt, die Hartz-IV-Sätze sind dekadent. Das System ist dekadent.“ Im März 2013 distanzierte er sich von seiner Wortwahl und erklärte, er habe mit seiner Äußerung „nicht Menschen kritisiert, die ein schweres soziales Schicksal haben“.

### Einsatz der Kernenergie
Im Jahr 2003 erklärte Westerwelle, die Laufzeit von bestehenden deutschen Kernkraftwerken solle nicht vorzeitig beendet, sondern wieder verlängert werden. Dies könne den Verbrauch von Erdöl und Kohle senken. Atomkraft sei Teil des deutschen Energie-Mixes, zu dem auch Sonnen- und Windenergie gehörten. Im Laufe der folgenden Jahre vertrat Westerwelle diese Forderung durchgehend. 2010 beschloss die schwarz-gelbe Koalition tatsächlich eine Verlängerung der Laufzeiten, revidierte diese Entscheidung jedoch im folgenden Jahr unter dem Eindruck der Nuklearunfälle von Fukushima. Die Koalition verhängte ein Moratorium der von ihr zuvor beschlossenen Laufzeitverlängerung deutscher Kernkraftwerke und besiegelte schließlich mit dem Atomkonsens den Atomausstieg bis zum Jahr 2022.

### Benzinpreise
Im April 2008 forderte Westerwelle, den Mehrwertsteuersatz für Benzin auf 7 % zu senken, weil Autofahren nicht zum Luxus werden dürfe.

### Wirtschaftspolitik
Westerwelle forderte regelmäßig ein international wettbewerbsfähiges Steuersystem, die grundlegende Reform der sozialen Sicherungssysteme, die Deregulierung der Volkswirtschaft, die Förderung neuer Technologien sowie mehr Wettbewerb im Bildungswesen.
Im Wahlkampf 2005 erklärte er wiederholt: „Ich garantiere, dass eine schwarz-gelbe Koalition in den ersten 100 Tagen die Weichen stellt für ein einfacheres System mit niedrigeren und gerechteren Steuersätzen.“ Eine Erhöhung der Mehrwertsteuer schloss Westerwelle zu diesem Zeitpunkt kategorisch aus. Im folgenden Wahlkampf erklärte Westerwelle, Steuern müssten „einfach, niedrig und gerecht“ werden, und konzentrierte seine Forderungen in der Formel „Mehr Netto vom Brutto“.

### Plebiszitäre Entscheidung über Europapolitik
Im Jahr 2005 forderte Westerwelle ein deutsches Referendum zum EU-Verfassungsvertrag. Er erklärte, er halte es für einen großen Fehler, dass in Deutschland das Volk bei derart grundlegenden Fragen nicht befragt werde.

### Gewerkschaften
Im Jahr 2005 erklärte Westerwelle, nicht die von Franz Müntefering genannten „angeblichen Heuschrecken-Unternehmer, sondern die Bsirskes und die Engelen-Kefers“ seien das Problem Deutschlands. „Die Gewerkschaftsfunktionäre sind die wahre Plage in Deutschland.“ Die Politik der Gewerkschaften „kostet mehr Jobs, als die Deutsche Bank je abbauen könnte“. Die Äußerungen belasteten Westerwelles Verhältnis zum DGB nachhaltig.

### Atomwaffen in Deutschland
Im Oktober 2009 forderte Westerwelle den Abzug aller US-Atomwaffen aus Deutschland. Als Bundesaußenminister begann er im Februar 2010 mit einem Brief an die NATO die Debatte erneut. Als letzter Standort von Atomwaffen in Deutschland im Rahmen der nuklearen Teilhabe gilt der Fliegerhorst Büchel in Rheinland-Pfalz.

### Eurokrise

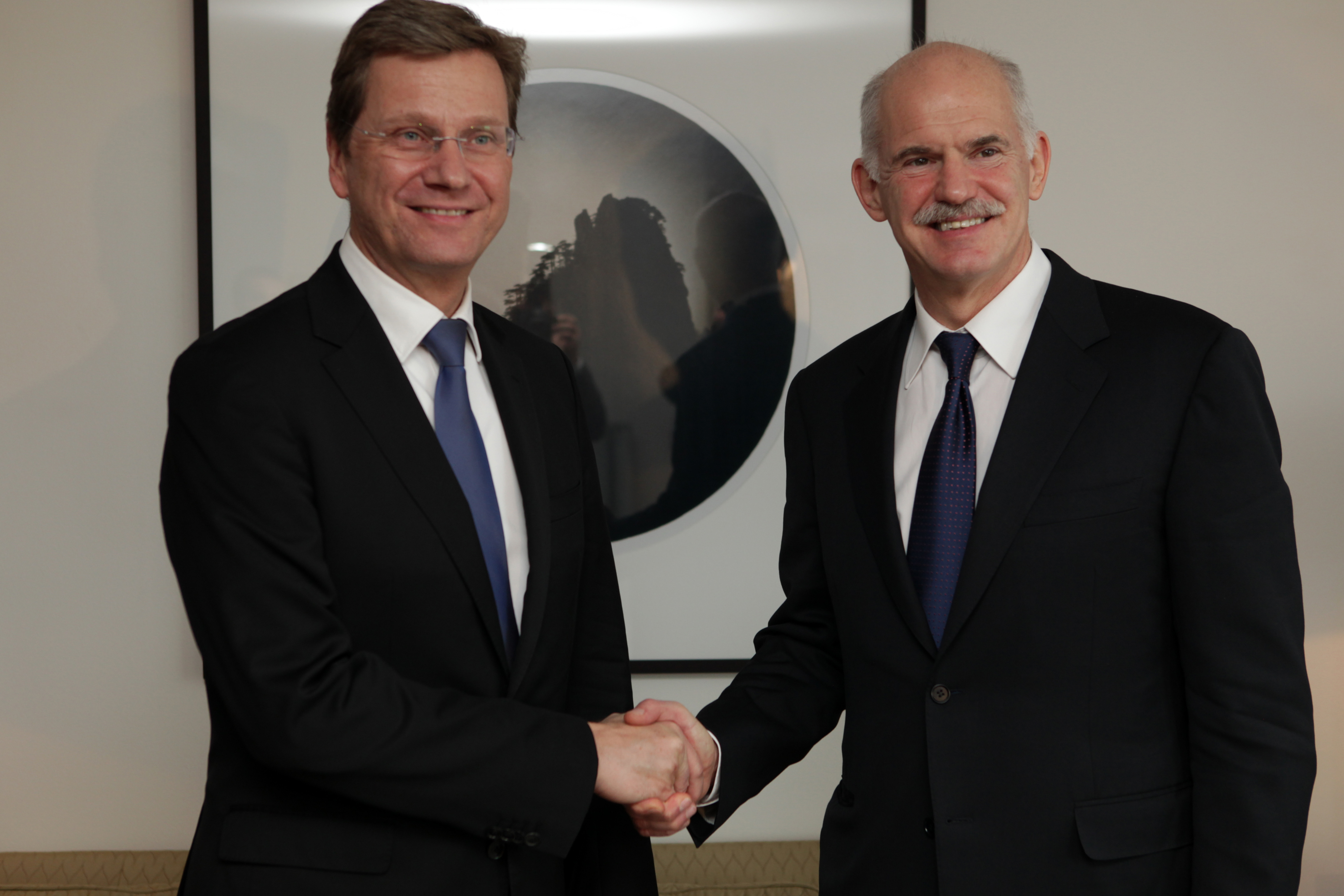
Guido Westerwelle und Griechenlands damaliger Ministerpräsident Giorgos Andrea Papandreou (2011)

In der Eurokrise ergriff Westerwelle Partei für eine weitere Vertiefung der EU-Integration; insbesondere während des Mitgliederentscheids (2011) in der FDP über den ESM. Auch nach dem Jahreswechsel 2011/12 blieb Westerwelle bei dieser Linie, Deutschland brauche „nicht weniger, sondern mehr Europa“. Aus diesem Grund rief Westerwelle Mitte 2012 eine Zukunftsgruppe von europäischen Außenministern ins Leben, die neue Konzepte für die europäische Integration entwickeln sollte und im Juni einen ersten Bericht vorlegte. Kritikern seines Kurses wie Frank Schäffler begegnete Westerwelle mit dem Argument, „Europa hat nicht nur seinen Preis, es hat auch seinen Wert.“

### Menschenrechte und Demokratie
Westerwelle äußerte Ende Februar 2012, Alexander Lukaschenko sei „der letzte Diktator Europas“. Dessen Antwort lautete: „Besser Diktator als schwul“.

## Veröffentlichungen
- Das Parteienrecht und die politischen Jugendorganisationen. Nomos, Baden-Baden 1994, Dissertation, ISBN 3-7890-3555-6.
- (Hrsg.) Von der Gefälligkeitspolitik zur Verantwortungsgesellschaft. Econ, Düsseldorf 1997, ISBN 3-612-26520-2.
- Neuland. Einstieg in einen Politikwechsel. Econ, Düsseldorf 1998, ISBN 3-430-19602-7.
- Neuland. Die Zukunft des deutschen Liberalismus. Econ, Düsseldorf 1999, ISBN 3-612-26658-6.
- Mein Buch zur Wahl. Econ, Düsseldorf 2002, als Hrsg., ISBN 3-548-75103-2.
- (Hrsg. mit Cornelius Boersch) Das Summa Summarum von Politik und Wirtschaft. Gabler, Wiesbaden 2009, ISBN 978-3-8349-1473-6.
- mit Dominik Wichmann: Zwischen zwei Leben. Von Liebe, Tod und Zuversicht. Hoffmann und Campe, Hamburg 2015, ISBN 978-3-455-50390-6.

## Auszeichnungen
- 1998 – Lachender Amtsschimmel
- 1999 – Politiker des Jahres im Rahmen des Wettbewerbs Großer Preis des Mittelstandes der Oskar-Patzelt-Stiftung
- 2001 – Orden wider den tierischen Ernst des Aachener Karnevalsvereins
- 2001 – Krawattenmann des Jahres
- 2002 – Schlappmaulorden der Kitzinger Karnevalsgesellschaft
- 2006 – Europäischer Handwerkspreis[72]
- 2006 – Ehrendoktor der Hanyang-Universität, Seoul, Südkorea[73]
- 2013 – Verdienstorden der Republik Polen (Komtur mit Stern)[74]
- 2013 – Großkreuz des zivilen Verdienstordens Spaniens[75]
- 2015 – Verdienstorden des Landes Nordrhein-Westfalen[76]
- 2018 – Walther-Rathenau-Preis (posthum)[77]